# Opisthiolepis heterophylla
Opisthiolepis heterophylla är en tvåhjärtbladig växtart som beskrevs av L. S. Smith. Opisthiolepis heterophylla ingår i släktet Opisthiolepis och familjen Proteaceae. Inga underarter finns listade i Catalogue of Life.